# Bassetlaw
Bassetlaw è il più settentrionale distretto del Nottinghamshire, Inghilterra, Regno Unito, con una popolazione stimata di 114 143 abitanti secondo la stima del 2014 dell'Istituto britannico di statistica.
Il borough è prevalentemente rurale, con due città: Worksop, sede degli uffici governativi, e Retford.
Il distretto fu creato con la Legge sul governo locale del 1972, a partire dal 1º aprile 1974, dalla fusione dei borough di Worksop e Retford, comprendendo parti dei rispettivi distretti rurali. Esso prende il nome dalla storica regione denominata Bassetlaw Wapentake, una centena del Nottinghamshire.
Il consiglio di distretto è, dal 2018, membro non costituente dell'autorità combinata South Yorkshire.

## Località e parrocchie
Le località del distretto includono:
- Askham
- Babworth
- Beckingham
- Bircotes
- Blyth
- Bole
- Bothamsall
- Carburton
- Carlton-in-Lindrick
- Clarborough
- Clayworth
- Cuckney
- Darlton
- East Drayton
- East Markham
- Eaton
- Elksley
- Everton
- Gamston
- Gringley-on-the-Hill
- Grove
- Harworth
- Hayton
- Headon
- Langold
- Markham Moor
- Mattersey
- Milton
- Misson
- Misterton
- Normanton-on-Trent
- North Leverton-with-Habblesthorpe
- North Wheatley
- Oldcotes
- Rampton
- Ranby
- Ranskill
- Rhodesia
- Rockley
- Saundby
- Scrooby
- Shireoaks
- South Leverton
- Sutton cum Lound
- Sturton le Steeple
- Torworth
- Treswell
- Tuxford
- West Drayton
- West Markham
- West Stockwith
- Woodbeck

### Parrocchie civili
Le parrocchie del distretto sono 68:

parrocchie di Bassetlaw

- Askham
- Babworth
- Barnby Moor
- Beckingham
- Bevercotes
- Blyth
- Bole
- Bothamsall
- Carburton
- Carlton in Lindrick
- Clarborough
- Clayworth
- Clumber and Hardwick
- Cottam
- Cuckney
- Darlton
- Dunham-on-Trent
- East Drayton
- East Markham
- Eaton
- Elkesley
- Everton
- Fledborough
- Gamston
- Gringley on the Hill
- Grove
- Harworth Bircotes
- Haughton
- Hayton
- Headon cum Upton
- Hodsock
- Holbeck
- Laneham
- Lound
- Marnham
- Mattersey
- Misson
- Misterton
- Nether Langwith
- Normanton on Trent
- North Leverton with Habblesthorpe
- North Wheatley
- Norton
- Ragnall
- Rampton
- Ranskill
- Rhodesia
- Saundby
- Scaftworth
- Scrooby
- Shireoaks
- South Leverton
- South Wheatley
- Stokeham
- Sturton le Steeple
- Styrrup with Oldcotes
- Sutton
- Torworth
- Treswell
- Tuxford
- Walkeringham
- Wallingwells
- Welbeck
- West Burton
- West Drayton
- West Markham
- West Stockwith
- Wiseton

## Società

### Evoluzione demografica
| Popolazione del Bassetlaw (1811–2011)                                                                                                  | Popolazione del Bassetlaw (1811–2011) | Popolazione del Bassetlaw (1811–2011) | Popolazione del Bassetlaw (1811–2011) | Popolazione del Bassetlaw (1811–2011) | Popolazione del Bassetlaw (1811–2011) | Popolazione del Bassetlaw (1811–2011) | Popolazione del Bassetlaw (1811–2011) |
| Anno | Popolazione                           |                                       | Anno                                  | Popolazione                           |                                       | Anno                                  | Popolazione                           |
| --- | ------------------------------------- | ------------------------------------- | ------------------------------------- | ------------------------------------- | ------------------------------------- | ------------------------------------- | ------------------------------------- |
| 1811 | 25,813                                |                                       | 1881                                  | 43,735                                |                                       | 1951                                  | 101,590                               |
| 1821 | 30,148                                | 1891                                  | 45,203                                | 1961                                  | 99,221                                |                                       |                                       |
| 1831 | 32,950                                | 1901                                  | 50,796                                | 1971                                  | 96,918                                |                                       |                                       |
| 1841 | 34,961                                | 1911                                  | 57,084                                | 1981                                  | 101,119                               |                                       |                                       |
| 1851 | 37,180                                | 1921                                  | 63,854                                | 1991                                  | 105,354                               |                                       |                                       |
| 1861 | 39,365                                | 1931                                  | 71,427                                | 2001                                  | 107,701                               |                                       |                                       |
| |                                       |                                       |                                       | 2011                                  | 112,863                               |                                       |                                       |
| statistiche pre-1974 sono stati raccolti da aree di governo locale che oggi compongono Bassetlaw. fonte: Great Britain Historical GIS. |                                       |                                       |                                       |                                       |                                       |                                       |                                       |

### Religione
| Religione         | Percentuale |
| ----------------- | ----------- |
| Cristiani         | 81.53%      |
| Buddisti          | 0.09%       |
| Indù              | 0.13%       |
| Ebrei             | 0.05%       |
| Mussulmani        | 0.33%       |
| Sikh              | 0.07%       |
| Nessuna religione | 9.99%       |